# Доњи Ораховац (Котор)
Доњи Ораховац је насеље у општини Котор у Црној Гори. Према попису из 2003. било је 257 становника (према попису из 1991. било је 288 становника).

## Демографија
У насељу Доњи Ораховац живи 215 пунолетних становника, а просечна старост становништва износи 41,1 година (38,0 код мушкараца и 44,0 код жена). У насељу има 84 домаћинства, а просечан број чланова по домаћинству је 3,06.
Становништво у овом насељу веома је хетерогено, а у последња три пописа, примећен је пад у броју становника.
|  |

| Демографија | Демографија | Демографија |
| Година      | Становника  | Становника  |
| ----------- | ----------- | ----------- |
|             |             |             |
|             |             |             |
|             |             |             |
|             |             |             |
| 1948.       | 179         |             |
| 1953.       | 189         |             |
| 1961.       | 200         |             |
| 1971.       | 248         |             |
| 1981.       | 319         |             |
| 1991.       | 288         | 288         |
| 2003.       | 267         | 257         |
|             |             |             |

| Етнички састав према попису из 2003.‍ | Етнички састав према попису из 2003.‍ | Етнички састав према попису из 2003.‍ | Етнички састав према попису из 2003.‍ | Етнички састав према попису из 2003.‍ |
| ------------------------------------ | ------------------------------------ | ------------------------------------ | ------------------------------------ | ------------------------------------ |
|                                      |                                      |                                      |                                      |                                      |
| Срби                                 | Срби                                 |                                      | 124                                  | 48,24%                               |
| Црногорци                            | Црногорци                            |                                      | 104                                  | 40,46%                               |
| Хрвати                               | Хрвати                               |                                      | 7                                    | 2,72%                                |
| Словенци                             | Словенци                             |                                      | 3                                    | 1,16%                                |
| непознато                            | непознато                            |                                      | 0                                    | 0,0%                                 |

| Година пописа     | 1948. | 1953. | 1961. | 1971. | 1981. | 1991. | 2003. |
| ----------------- | ----- | ----- | ----- | ----- | ----- | ----- | ----- |
| Број домаћинстава | 57    | 46    | 51    | 68    | 91    | 94    | 84    |

| Број чланова      | 1  | 2  | 3  | 4 | 5  | 6 | 7 | 8 | 9 | 10 и више | Просек |
| ----------------- | -- | -- | -- | - | -- | - | - | - | - | --------- | ------ |
| Број домаћинстава | 84 | 17 | 21 | 9 | 23 | 8 | 3 | 3 | 0 | 0         | 0      |

| Пол    | Укупно | Неожењен/Неудата | Ожењен/Удата | Удовац/Удовица | Разведен/Разведена | Непознато |
| ------ | ------ | ---------------- | ------------ | -------------- | ------------------ | --------- |
| Мушки  | 102    | 39               | 55           | 3              | 4                  | 1         |
| Женски | 119    | 35               | 58           | 25             | 1                  | 0         |
| УКУПНО | 221    | 74               | 113          | 28             | 5                  | 1         |

| Пол    | Укупно                    | Пољопривреда, лов и шумарство | Рибарство                            | Вађење руде и камена | Прерађивачка индустрија       |
| ------ | ------------------------- | ----------------------------- | ------------------------------------ | -------------------- | ----------------------------- |
| Мушки  | 33                        | 3                             | 0                                    | 0                    | 5                             |
| Женски | 32                        | 1                             | 0                                    | 0                    | 3                             |
| УКУПНО | 65                        | 4                             | 0                                    | 0                    | 8                             |
| Пол    | Производња и снабдевање   | Грађевинарство                | Трговина                             | Хотели и ресторани   | Саобраћај, складиштење и везе |
| Мушки  | 3                         | 0                             | 12                                   | 0                    | 5                             |
| Женски | 0                         | 0                             | 10                                   | 1                    | 1                             |
| УКУПНО | 3                         | 0                             | 22                                   | 1                    | 6                             |
| Пол    | Финансијско посредовање   | Некретнине                    | Државна управа и одбрана             | Образовање           | Здравствени и социјални рад   |
| Мушки  | 0                         | 1                             | 1                                    | 1                    | 0                             |
| Женски | 2                         | 0                             | 0                                    | 5                    | 7                             |
| УКУПНО | 2                         | 1                             | 1                                    | 6                    | 7                             |
| Пол    | Остале услужне активности | Приватна домаћинства          | Екстериторијалне организације и тела | Непознато            | Непознато                     |
| Мушки  | 2                         | 0                             | 0                                    | 0                    | 0                             |
| Женски | 1                         | 0                             | 0                                    | 1                    | 1                             |
| УКУПНО | 3                         | 0                             | 0                                    | 1                    | 1                             |